# Sumitomo-Fudōsan-Akihabara-Gebäude

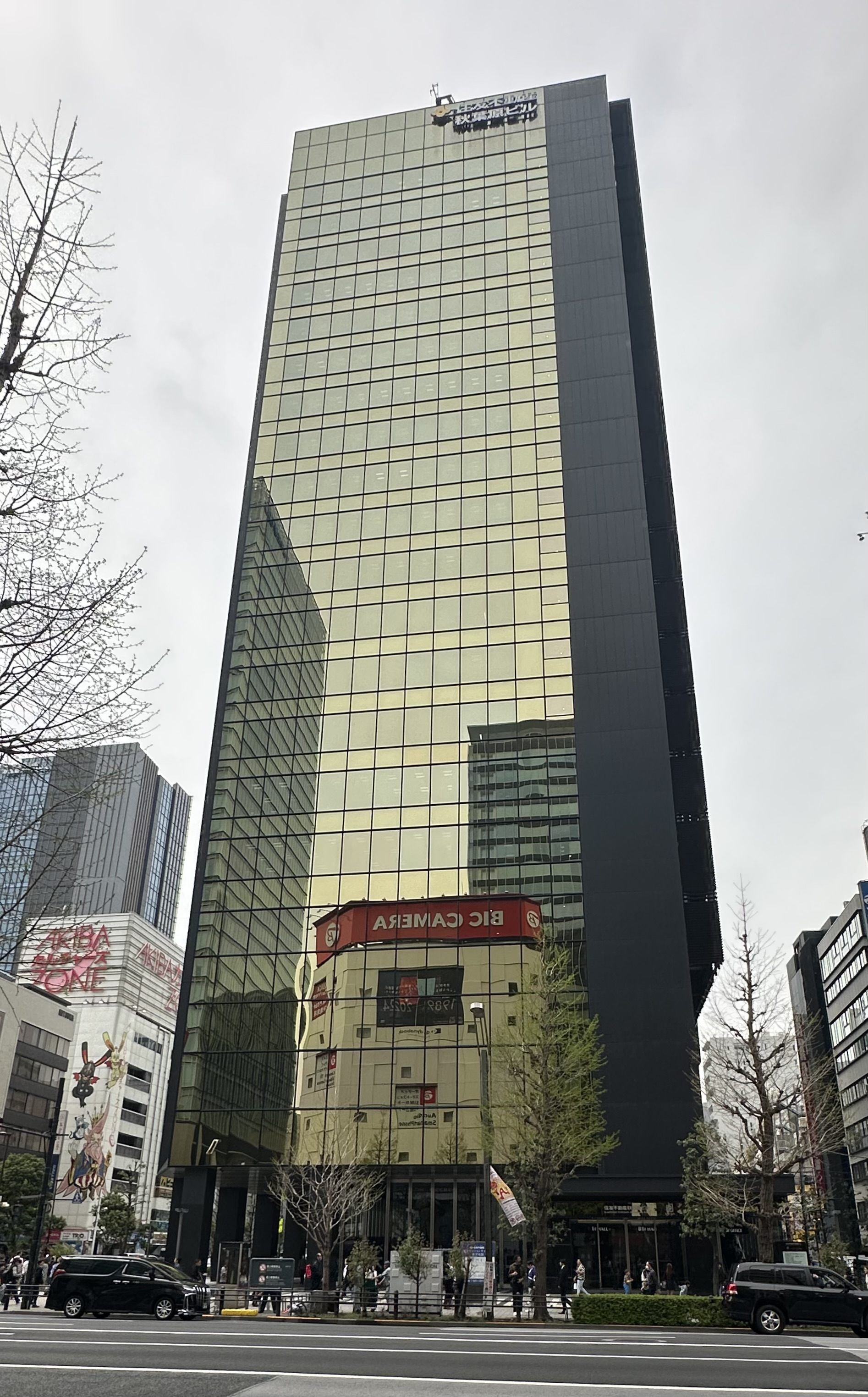
Sumitomo-Fudōsan-Akihabara-Gebäude, 2025

Das Sumitomo-Fudōsan-Akihabara-Gebäude (japanisch 住友不動産秋葉原ビル Sumitomo Fudōsan Akihabara biru) ist ein Hochhaus in Tokio in Japan.

## Lage
Das Hochhaus steht im Stadtteil Sotokanda des Tokioter Bezirks Chiyoda. Die Adresse lautet 3-12-8 Soto-Kanda, Chiyoda-ku, Tōkyō-to. Umgangssprachlich und in der Benennung wird der Komplex häufig mit zu Akihabara gezählt, da er sich auch über die nahe gelegene Akihabara Electric Street erhebt.

## Architektur und Geschichte
Das im Juni 2009 fertiggestellte Hochhaus wurde als Konstruktion aus Stahl und Stahlbeton mit Glasfassade erstellt. Baubeginn war im März 2007. Es dient als Bürogebäude und verfügt über 19 Geschosse sowie drei unterirdische Stockwerke und erreicht eine Höhe von 98,95 Metern. Auf einer Grundfläche von 2.925,12 m² entstand eine Gesamtnutzfläche von 31.990,89 m². Der Entwurf stammt von Nikken Design, der Bau wurde durch Kashima Construction durchgeführt.
Im Untergeschoss befindet sich das Veranstaltungszentrum Bersalle Akihabara. Der Bau verfügt über eine auf 72 Stunden ausgelegte Notstromversorgung.